# Arxiu General de la Nació (Mèxic)
L'Arxiu General de la Nació (AGN) de Mèxic és un òrgan descentralitzat de la Secretaria de Governació que protegeix els documents fonamentals de l'Estat Mexicà i els seus antecedents històrics, la documentació que protegeix procedeix d'institucions governamentals i entitats privades de l'època de l'administració novohispana, així com del període nacional que es va iniciar el 1821. Està organitzat en fons, conté prop de 375 milions de fulles que en longitud equivalen aproximadament a 52 quilòmetres. Els seus registres més antics daten de la tercera dècada del segle xvi fins a l'any 2015. L'AGN funciona també com a òrgan rector de l'arxivística a Mèxic i busca preservar, incrementar i difondre el patrimoni documental del país, a més de promoure l'organització d'arxius administratius actualitzats amb la finalitat de salvaguardar la memòria nacional de curt, mitjà i llarg termini, i contribuir a la transparència i rendició de comptes en l'exercici del poder públic.
El director del AGN presideix així mateix el Consell Nacional d'Arxius, un òrgan col·legiat que té per objecte establir una política nacional d'arxius públics i privats, així com directrius per a la gestió de documents i la protecció de la memòria documental nacional.

## Publicacions
L'Arxiu General de la Nació ha publicat nombrosos llibres i fullets amb guies, catàlegs i inventaris de documents, així com sobre temes històrics i d'arxivística. Edita així mateix la revista Legajos i el Butlletí de l'Arxiu General de la Nació.